# Arterias frénicas superiores
Las arterias frénicas superiores son arterias que nacen de la aorta torácica.

## Distribución
Se distribuyen hacia la parte superior del diafragma.